# Таловый (Орловский район)
Та́ловый — хутор в Орловском районе Ростовской области.
Входит в состав Камышевского сельского поселения.

## История
В 1958 году указом Президиума Верховного Совета РСФСР хутор Микоян переименован в Таловый.

## Население
| 2010 |
| ---- |
| 75   |

## Улицы
На хуторе имеется одна улица — Микояновская.

## Археология
В 3,3 км к западу от хутора Талового находится курганная группа «Таловый I» (8 курганов).